# Júnior Dutra
Júnior Dutra, de son nom complet Sérgio Dutra Júnior, est un footballeur brésilien, né le 25 avril 1988 à Santos. Il évolue comme milieu de terrain.

## Biographie
Júnior Dutra commence sa carrière à Santo André, club brésilien basé dans l'État de São Paulo.
En 2010, il s'expatrie au Japon et s'engage en faveur du Kyoto Sanga. Puis en 2012, il rejoint le club des Kashima Antlers, toujours au Japon.

## Palmarès
- Finaliste de la Coupe du Japon en 2011 avec le Kyoto Sanga
- Vainqueur de la Coupe Suruga Bank en 2012 avec les Kashima Antlers
- Vainqueur de la Coupe de Belgique en 2014 avec le KSC Lokeren
- Vainqueur du Championnat de Santa Catarina en 2017 avec Avai FC
- Vainqueur du Championnat de São Paulo en 2018 avec le SC Corinthians